# Skinner’s Sense of Snow
«Skinner’s Sense of Snow» (рус. Снежное чувство Скиннера) — восьмой эпизод двенадцатого сезона мультсериала «Симпсоны». Впервые вышел в эфир 17 декабря 2000 года.

## Сюжет
Симпсоны отправляются на представление французского цирка «Де Пюре». Шикарное представление заканчивается раньше срока — на город налетает сильная метель. Город моментально забрасывает снегом и поэтому во многих государственных учреждениях объявляются внеплановые каникулы. Но, к сожалению, это не касается Спрингфилдской Начальной Школы, в которой учатся Барт и Лиза, поэтому дети уезжают в школу вопреки тяжким погодным условиям. В школе выясняется, что все учителя ушли на собрание профсоюза, которое на самом деле является вполне неплохим праздником для работников школы. Поэтому всех детей, которые дошли до школы, решил собрать в один класс и учить так нелюбимый всеми Директор Скиннер. Показав ученикам скучный рождественский фильм 50-х годов, Скиннер завершает учебный день. Но детей ждёт ужасная новость: двери школы завалило снегом, поэтому никто не сможет попасть домой!
О завале школы узнаёт Гомер. Он решает спасти детей с помощью снегоочистительной машины Фландерса. А поскольку хозяин машины не хочет отпускать Гомера самого, Симпсону приходится взять Фландерса с собой. Тем временем дети пытаются собственноручно сбежать из школы, но неудачно. В конце концов это надоедает Скиннеру и он решает обуздать детей. Надев солдатскую форму времён Вьетнамской Войны, Скиннер ненадолго запугивает детей и оставляет их одних на ночь. После ухода грозного начальника Барт решает выкопать тоннель из снега и сбежать. Скиннер ловит мальчика и заставляет Вилли сломать тоннель, а после отказа последнего сам разрушает тоннель, засыпав самого себя. Воспользовавшись недееспособностью Скиннера, дети захватывают школу и связывают Скиннера в мешке с мячами для игры в вышибалы. Дети громят школу, портят имущество, а Барт заставляет Скиннера писать на доске много раз «Я не есть дурак», а потом заставляет его лазать по канату в мешке. Так дети смогли обуздать обидчика.
А тем временем Нед и Гомер врезаются в гидрант и их машина замерзает во льду. А поскольку машина была полностью закрыта, она наполнилась выхлопными газами и у мужчин начались галлюцинации. Вскоре машина оттаивает и спасатели едут дальше. Тут в машину попадает школьный хомяк, которого Скиннер ранее отправил за помощью незаметно от Барта. Засмотревшись на питомца, водитель не смотрит на дорогу и машина врезается в соляную башню. Она, скатившись с горы прямо к школе, заставляет растаять весь снег. Дети (и особенно Скиннер) радуются спасению. На шум прибегает Суперинтендант Чалмерс. Барт пожалел своего пленника и не стал рассказывать его начальнику о безобразиях, которые творились в школе. Взамен Скиннер забывает обо всех шалостях мальчика и дети вместе со своими родителями едут домой.